# SP-211
A SP-211 é uma rodovia transversal do estado de São Paulo, administrada pelo Departamento de Estradas de Rodagem do Estado de São Paulo (DER-SP).

## Denominações
Recebe as seguintes denominações em seu trajeto:
Nome:	Rubens Fernandes de Ávila, Rodovia
- De - até:	SP-207 - SP-344 (Divinolândia)
- Legislação:	DECRETO 63.442 DE 28/05/2018[3]

A rodovia foi denominada "Rubens Fernandes de Ávila" após propositura do deputado estadual Léo Oliveira, na Assembleia Legislativa. O conteúdo do Projeto de Lei foi acatado pelo governador do Estado de São Paulo, Márcio França, e a rodovia foi denominada através do Decreto nº 63.442, de 28 de maio de 2018. 

### Biografia

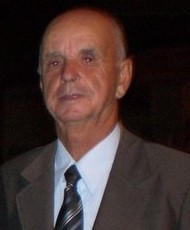
Rubens Fernandes de Ávila denomina a rodovia SP-211.

Rubens Fernandes de Ávila nasceu em 22 de Março de 1938 e faleceu, vítima de infarto no miocárdio, em 27 de Setembro de 2012. Descendente da tradicional família "Ávila" de São José do Rio Pardo, foi criado no bairro rural da Ponte Preta, que fica no município de Divinolândia e margeia a rodovia SP 211. Um dos cinco filhos do fazendeiro José de Ávila e dona Izaura de Ávila, Rubens, desde os primeiros passos, se revelou um homem trabalhador, carismático, com atuação social e de visão inovadora. Foi casado durante mais de 50 anos com Yolanda Valente de Ávila e pai de duas filhas: Carmen e Vera.
Homem da terra, Rubens Fernandes de Ávila, desde sempre exerceu a profissão de cafeicultor, agricultor e pecuarista e cedo se tornou respeitado e admirado nas cidades de Divinolândia e São José do Rio Pardo.
Atuação pela comunidade
Muito atento às pessoas com maiores necessidades, conseguiu a construção de uma casa para uma família que passava por severas dificuldades financeiras, com um filho com séria deficiência física. Com o próprio carro, levava vizinhos para realização de consultas e tratamentos médicos em hospitais da região.
Lutou por melhor infraestrutura para a comunidade, e vezes sem conta com o próprio trator e outros equipamentos, limpava e fazia reparos na estrada rural de modo a facilitar o uso por aquela população.
Atuante e fervoroso católico, foi uns dos maiores colaboradores na construção da igreja do bairro, "Nossa Senhora de Fátima", a frente dos trabalhos, e pela credibilidade que possuía, conseguiu expressivos donativos. Também organizava quermesses para a manutenção e como ministro de Eucaristia, na ausência da presença do padre, celebrava missas.
No bairro Ponte Preta, foi o primeiro morador a ter um aparelho de "TV" e gentilmente convidava os vizinhos para assistir a novela e jogos de futebol na casa dele. Ser humano de magnitude impar, zeloso e responsável para com sua família, foi exemplo de esposo e pai, sempre viveu dentro de uma conduta digna e plena de ensinamentos cristãos.

## Descrição
A rodovia liga as cidades de São José do Rio Pardo a Divinolândia. Inicia no entroncamento com a Rodovia Doutor José Vasconcelos dos Reis (SP-207) quilômetro 8 e termina na Rodovia Lourival Lindório de Faria (SP-344), quilômetro 271. É conhecida também como Estrada da Santa Amélia, por causa da fazenda com este nome situada às margens da via. A rodovia ainda não é pavimentada.

## Características

### Extensão
- Km Inicial: 0,000
- Km Final: 13,000

### Localidades atendidas
- São José do Rio Pardo
- Divinolândia